# Phorinia pruinovitta
Phorinia pruinovitta är en tvåvingeart som beskrevs av Chao och Liu 1985. Phorinia pruinovitta ingår i släktet Phorinia och familjen parasitflugor. Inga underarter finns listade i Catalogue of Life.